# Gréczi Gábor
Gréczi Gábor (Szeged, 1993. május 3. –) magyar labdarúgó, jelenleg a Tiszakécske csatára.

## Pályafutása
2013 márciusában a Kecskeméti TE NB1-es csapata leigazolta, előtte a Kecskeméti TE „kis” csapatánál játszott.